# صلصة ثوم
صلصة ثوم هي صلصة تُقدّم عادةً مع المشاوي. تُحضّر من الثوم، الزيت، عصير الليمون الحامض، البطاطا، المايونيز والملح. في بعض الوصفات يضاف بياض البيض بدلاً عن المايونيز. تعتبر هذه الصلصة غنية بالدهون إذ إن كل حصة تحتوي على 153 سعرة حرارية و14غ من الدهون.